# Arina Charapova
Arina Aïanovna Charapova (en russe : Ари́на Ая́новна Шара́пова), née le 30 mai 1961 à Moscou (URSS), est une présentatrice et journaliste de télévision russe, populaire en Russie, grâce notamment à l'émission du matin Dobroïe outro et à ses activités sociales.

## Biographie
Arina Charapova naît en 1961 à Moscou en URSS. Son grand-père vivait avant la révolution de 1917 en Chine, sa grand-mère était enseignante et parlait couramment le mandchou, a beaucoup travaillé avec les Chinois et a conseillé à sa petite-fille de visiter la République populaire de Chine. Arina Charapova passe une grande partie de son enfance au Moyen-Orient, car son père, Aïan Veniaminovitch Charapov, y était diplomate et les parents d'Arina ont parcouru de nombreux pays du monde.
Arina Charapova a terminé en 1984 le département de sociologie appliquée (devenu en 1989 la faculté de sociologie) de l'université d'État de Moscou de la faculté de philosophie du MGOu,, puis elle entre à la faculté de traduction de l'institut des langues étrangères Maurice-Thorez de Moscou (devenu après la chute de l'URSS, l'université d'État de linguistique de Moscou). Elle est candidate au doctorat de sciences sociologiques, sa thèse portant sur la dynamique des fonctions socioculturelles de la télévision dans les conditions de la société post-industrielle.
Elle entre en 1985 chez RIA Novosti alors que l'URSS entre dans l'ère troublée de la glasnost et de la perestroïka.
En mars 2014, Arina Charapova fonde à Moscou l'école Artémide éducation «Артемидаобразование» dont elle est la présidente.
Elle présente en décembre 2021 son livre pour enfants Koktebel au pays des merveilles («Страна чудес Коктебель») qui raconte des histoires merveilleuses en Crimée.

### Activités politico-sociales
Arina Charapova est membre du conseil social auprès du ministère de l'intérieur de la fédération de Russie et membre effectif de la société impériale orthodoxe de Palestine.
Elle a été une des personnalités cautionnant de manière officielle la candidature de Sergueï Sobianine à la mairie de Moscou en 2013. Depuis avril 2016, elle vice-présidente de la chambre civique de Moscou et depuis septembre 2016, elle est personne de caution pour le parti Russie unie au élections législatives russes de 2016.
De plus, elle est membre du conseil social auprès du ministère de la défense de la fédération de Russie.

### Vie privée
Son père, Aïan Veniaminovitch Charapov (né en 1932 à Aïan dans le kraï de Khabarovsk, d'où le prénom que ses parents lui ont choisi), a été ingénieur, puis après avoir passé des concours à l'académie des Affaires étrangères est devenu diplomate. Il a travaillé pour le ministère du commerce de l'URSS,.
Son grand-père paternel, Veniamine Charapov, était professeur à l'université impériale de Saint-Pétersbourg; il est mort dans les années 1930 et enseignait la langue toungouze dont il fit un dictionnaire. Il était également ethnographe,.
Sa grand-mère paternelle, Taïssa Constantinovna Charapova, était philologue, étudia le mandchou et le turc, et enseigna le russe. Ancienne étudiante de l'université impériale de Saint-Pétersbourg, elle dessinait parfaitement,.
Sa mère, Anna Ivanovna Charapova (née en 1930), était enseignante et guide-interprète en anglais pour Intourist.
Son premier mari (1983-1986), Oleg Borouchko, était poète. Son deuxième mari, Sergueï Allilouïev, était journaliste ; son troisième mari, Kirill Legat, producteur et enfin, le quatrième, Edouard Aramovitch Kartachov (né en 1963) est un ancien officier, capitaine-lieutenant de marine, devenu en 1992 homme d'affaires,,.
Arina Charapova a un fils, Danila (né hors mariage en 1981), producteur de télévision,, marié et père de deux enfants.

## Carrière à la télévision
- 1988-1991, correspondante à la direction de l'audio-visuel de l'information à RIA Novosti.
- 1991, correspondant spécial à la rédaction télévisuelle de RIA Novosti.
- 1991, présentatrice de l'émission 60 minutes
- 1992, commentatrice à la direction de l'information de la VGTRK.
- 1992-1995, présentatrice des informations Vesti à la VGTRK.
- 1996-1998, présentatrice des informations de Vremia sur ORT[19].
- De 1998 à 1999, présentatrice du talk-show «Arina»[20], prévu sur ORT, ce talk-show passe sur NTV[21] finalement seulement en 1999[22].
- De 1999 à 2000, présentatrice de l'émission Lieu de rencontre avec Arina Charapova («Место встречи с Ариной Шараповой») (sur TV 6)[23],[24]. L'émission cesse à cause de résultats d'audience trop bas en juin 2000[25].
- En 2000-2001, elle travaille pour la télévision de Krasnoïarsk[26].
- En 2001, présentatrice de l'émission Modnye («Модные») (TV 6)[27],[28]. L'émission est prévue pour sortir en mars, mais en avril TV 6 ne lance pas le projet[29].
- À partir de juillet 2001[30],[31], présentatrice de la célèbre émission matinale Dobroïe outro (Bonjour) sur Perviy Kanal[32].
- De juillet 2007 à septembre 2010, coprésentatrice de l'émission Verdict de mode («Модный приговор») sur Perviy Kanal[33].
- En 2011 pour les élections législatives et en 2012 pour les élections présidentielles, elle est présentatrice lors des débats des deux campagnes sur Perviy Kanal (avec Piotr Tolstoï)[34].
- En 2013, elle présente le jeu Le meilleur mari («Самый лучший муж») sur Perviy Kanal[35].
- En 2014, elle présente l'émission L'île Crimée («Остров Крым») sur Perviy Kanal[36].
- Depuis août 2018, elle présente Dix photos sur la chaîne Zvezda avec Alexandre Strijenov.

## Filmographie
- 2002 — Бальзаковский возраст [La Femme entre deux âges], Olga, présentatrice de télévision, connaissance de Lev (2e série)
- 2004 — Узкий мост [Le Pont étroit], la journaliste de télévision
- 2005 — Свой человек [Son homme], invitée, caméo
- 2007 — Рублёвка — дорога к счастью [Roubliovka. Route vers le bonheur], caméo
- 2015 — Ирина Печерникова. Мне не больно [Irina Petchernikova. Je n'ai pas mal], caméo
- 2015 — Самый умный в мире небоскрёб [Le Gratte-ciel le plus intelligent du monde], caméo
- 2021 — Пункт пропуска [Point de contrôle], la journaliste de télévision

## Distinctions
- 2006 — Ordre de l'Amitié[37].